# Acanthopsis hoffmannseggiana
Acanthopsis hoffmannseggiana är en akantusväxtart som först beskrevs av Christian Gottfried Daniel Nees von Esenbeck, och fick sitt nu gällande namn av C.B. Cl.. Acanthopsis hoffmannseggiana ingår i släktet Acanthopsis och familjen akantusväxter. Inga underarter finns listade i Catalogue of Life.